# Akihito japán császár
Akihito (kínai (kandzsi) írásjegyekkel: 明仁) (Tokió, 1933. december 23. –), uralkodási (uralmi) neve: Heiszei (kínai (kandzsi) írásjegyekkel: 平成), és uralkodásának időszaka a Heiszei-kor. Japán 125. tennója, azaz császára volt 1989. január 7-étől 2019. április 30-ai lemondásáig.

## Bel- és külpolitikai szerepvállalása
Több ázsiai ország felé is bocsánatkérő és sajnálkozó nyilatkozatokat tett a japán hadsereg második világháborús szerepvállalásával kapcsolatban; sokat tett a szomszédos országokkal való kapcsolatok javításáért. Igyekszik elődeinél közvetlenebb kapcsolatba kerülni népével, gyakorta látogatást tett az ország különböző prefektúráiban és megyéiben. 2002 júliusában ellátogatott Magyarországra is; előtte soha japán uralkodó nem járt hazánkban.
A fukusimai katasztrófa után televíziós üzenetben közölte, hogy imádkozik a krízis megoldásáért és arra biztatta népét, hogy ne adják föl a reményt; mindez történelmi eseménynek számított, mert japán császár soha előtte televíziós felvételen üzenetet népének nem küldött.

## Családja, magánélete
Akihito ötödik gyermeke és legidősebb fia a néhai Hirohito császárnak. Japán amerikai megszállása alatt a koronaherceg angol nyelvű magánoktatásban részesült és a nyugati kultúrával ismerkedett. Egyetemi tanulmányait nem fejezte be, de önerőből a halak természetrajzára specializálta magát, és több könyvet illetve tanulmányt írt a gébekről. Apja kérésére a hagyományoktól eltérően nem lett a hadsereg tisztje és nem szolgált annak kötelékében sem.
1959. április 10-én nősült, egy üzletember nála egy évvel fiatalabb lányát vette el, így ő lett az első japán császár, aki nem nemesi családból származó nővel lépett frigyre. Három gyermeküket világi módon, modern szellemben nevelték, és nem is engedték, hogy hároméves korukban elszakítsák tőlük, ahogyan ezt eddig minden trónörökössel tették. A császári család szereti a zenét: Akihito csellózik, Micsiko császárné hárfázik és zongorázik, s a gyermekek is szívesen részt vesznek a kamaramuzsikálásban.
Felesége: Sóda Micsiko (Tokió, 1934. október 20. –)
- Naruhito (Tokió, 1960. február 23. –) császár, felesége Ovada Maszako (Tokió, 1963. december 9. –) császárné
  - Aiko (Tokió, 2001. december 1. –), Tosi hercegnő
- Fumihito (Tokió, 1965. november 30. –), Akishino herceg, felesége Kavasima Kiko (Tokió, 1966. szeptember 11. –)
  - Mako (Tokió, 1991. október 23. –) korábbi hercegnő, Komuro Keijel kötött házassága miatt közrendűvé vált.[1]
  - Kako (Tokió, 1994. december 29. –) hercegnő
  - Hiszahito (Tokió, 2006. szeptember 6. –) herceg
- Szajako (Tokió, 1969. április 18. –), korábban Nori hercegnő; férje Kuroda Josiki, gyermekei nem születtek. Közrendűvel kötött házassága miatt, Szajako hercegnő 2005. november 15-én közrendűvé vált és így nem tagja a császári családnak.

Több komoly betegséggel is megküzdött már élete során: 2002 decemberében prosztatarákot diagnosztizáltak nála, és a rákövetkező évben meg is műtötték, később lázas tüdőgyulladással került kórházba, 2012 februárjában pedig szívkoszorúér-áthidaló műtétet hajtottak végre rajta.
2016 júliusában szivárgott ki a hír, hogy a császár le kíván mondani a trónról. Erre legutóbb 200 éve, 1817-ben volt példa, amikor Kókaku mondott le fia javára. 2017. június 2-án a japán parlament alsóháza elfogadta a császár lemondását lehetővé tevő törvényjavaslatot, mely engedélyezi, hogy Akihito átadja a trónt legidősebb fiának, Naruhitónak. 2017. december 1-jén Abe Sinzó miniszterelnök bejelentette, hogy a császár 2019 áprilisában lemond a trónról.

## Magyar kitüntetése
- A Magyar Érdemrend nagykeresztje a nyaklánccal és az arany sugaras csillaggal (2000)

## Galéria

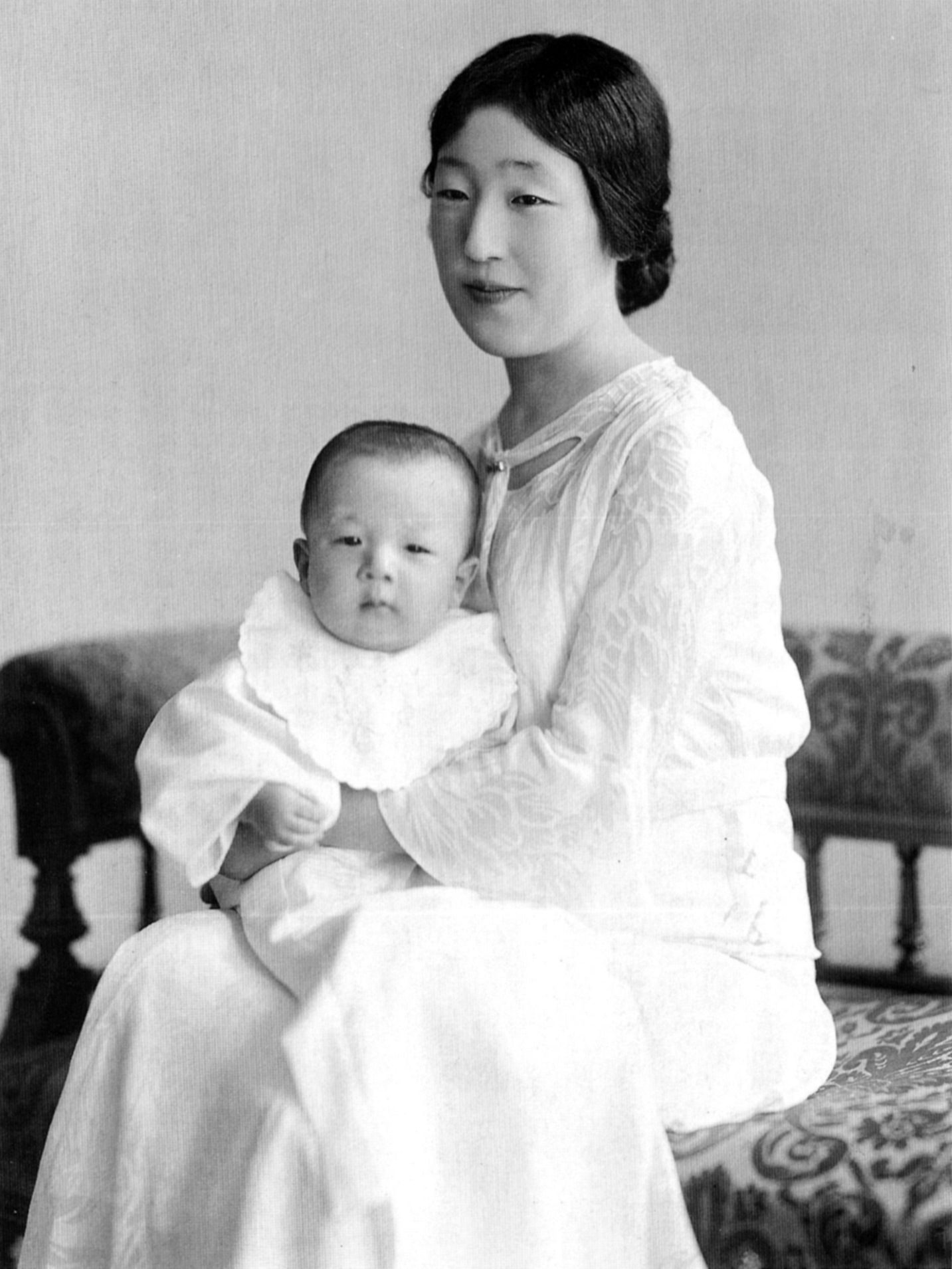
Akihito herceg anyja, Nagako császárné ölében (1934)
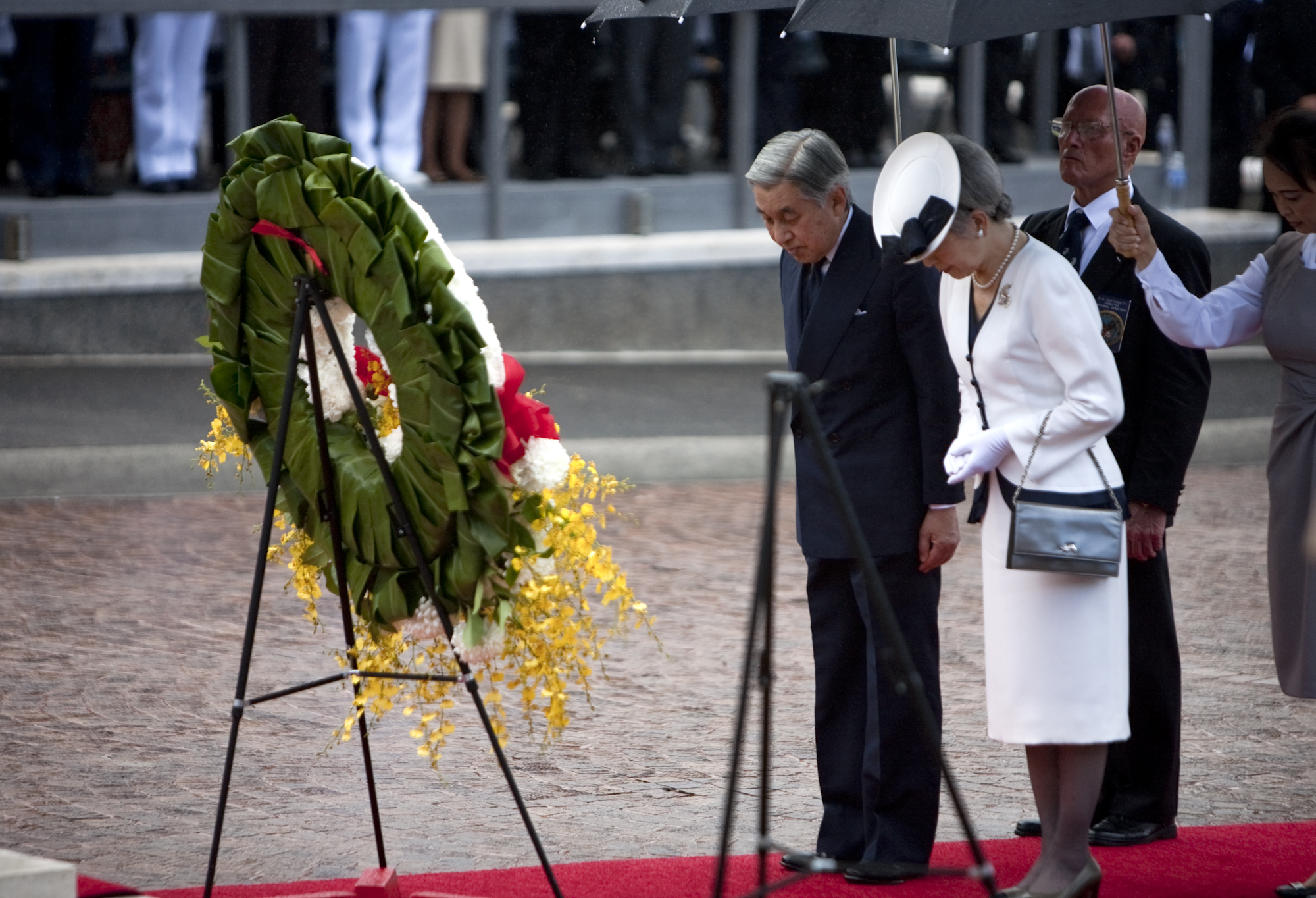
Micsikóval egy megemlékezésen 2009-ben
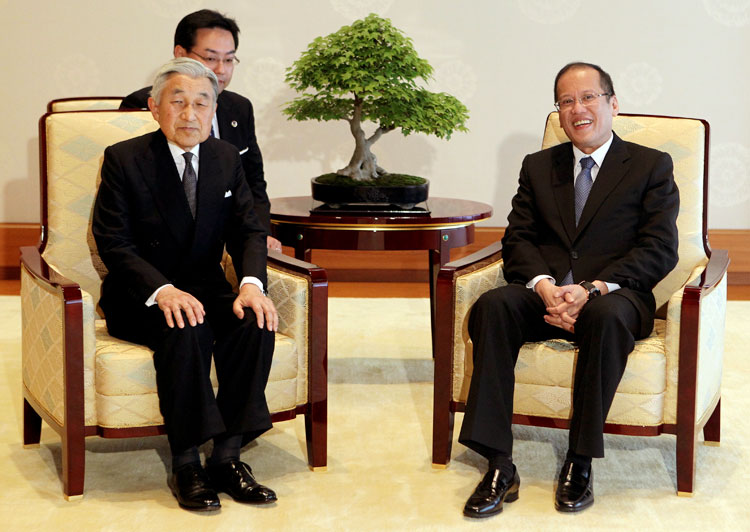
Benigno Aquino III filippínó elnökkel 2011-ben
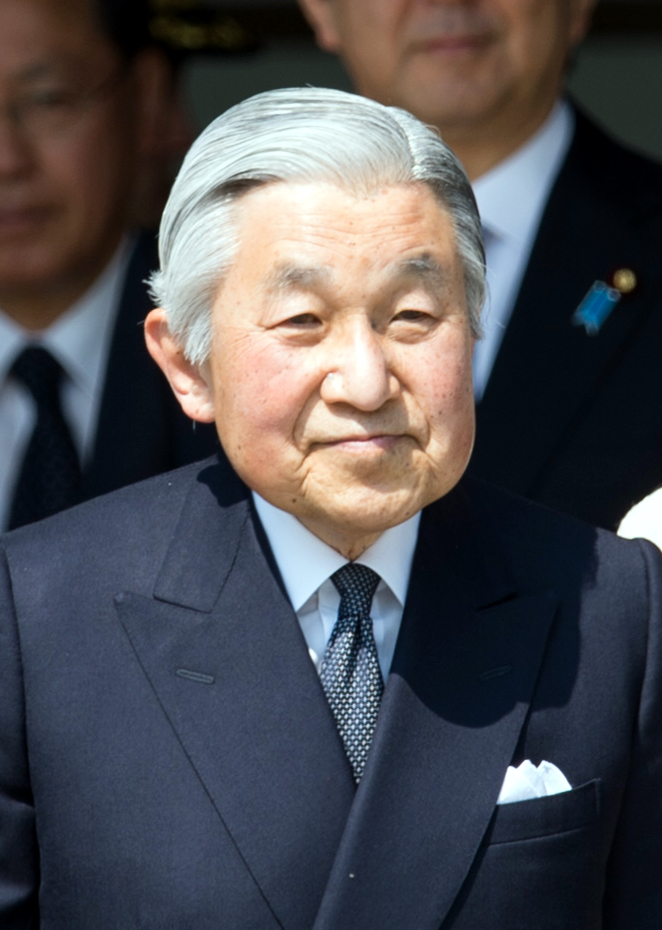
2014-ben